# Moderkaksavlossning
Moderkaksavlossning, ablatio placentae, innebär att moderkakan lossnar från livmoderväggen, innan barnet är fött. 
Risken är som störst kring vecka 25. Vanliga symptom är vaginal blödning, smärta i nedre delen av buken och sjunkande blodtryck hos modern. 
Moderkaksavlossning kan även ske vid trauma, exempelvis trafikolyckor.
Riskfaktorer inkluderar högt blodtryck, havandeskapsförgiftning, tvillinggraviditet och kokainbruk.
Risken för upprepad moderkaksavlossning vid framtida graviditet anses vara kring 10%. 